# Castellavazzo
Castellavazzo (vènet Castelavazo) és un antic municipi italià, dins de la província de Belluno. L'any 2007 tenia 1.713 habitants. Limitava amb els municipis d'Erto e Casso (PN), Forno di Zoldo, Longarone i Ospitale di Cadore.
El 23 de febrer de 2014 es va fusionar amb el municipi de Longarone, del qual actualment és una frazione.

## Administració
| Període | Identitat     | Partit        |
| ------- | ------------- | ------------- |
| 2004-   | Franco Roccon | Llista cívica |